# Saski Baskonia 2003-2004
Questa voce raccoglie le informazioni riguardanti il Saski Baskonia nelle competizioni ufficiali della stagione 2003-2004.

## Stagione
La stagione 2003-2004 del Saski Baskonia è la 31ª nel massimo campionato spagnolo di pallacanestro, la Liga ACB.
Il 29 gennaio Tiago Splitter ottiene la cittadinanza spagnola, diventando così naturalizzato per la Liga ACB.

## Roster
Aggiornato al 17 novembre 2021.
| TAU Cerámica 2003-04 | TAU Cerámica 2003-04 |
| Giocatori            | Staff tecnico        |
| -------------------- | -------------------- |

| N. | Naz.                                               | Ruolo | Nome                   | Anno | Alt.   | Peso   |  |
| -- | -------------------------------------------------- | ----- | ---------------------- | ---- | ------ | ------ |  |
| 4  | Argentina (bandiera) · Spagna (bandiera)           | AG    | Luis Scola (C)         | 1980 | 206 cm | 109 kg |  |
| 5  | Argentina (bandiera) · Italia (bandiera)           | AP    | Andrés Nocioni         | 1979 | 203 cm | 102 kg |  |
| 7  | Lituania (bandiera)                                | G     | Arvydas Macijauskas    | 1980 | 193 cm | 97 kg  |  |
| 8  | Spagna (bandiera)                                  | P     | José Calderón          | 1981 | 190 cm | 86 kg  |  |
| 9  | Spagna (bandiera)                                  | GA    | Sergi Vidal            | 1981 | 199 cm | 89 kg  |  |
| 10 | Argentina (bandiera) · Italia (bandiera)           | P     | Pablo Prigioni         | 1977 | 191 cm | 86 kg  |  |
| 13 | Serbia e Montenegro (bandiera) · Grecia (bandiera) | C     | Dušan Jelić            | 1974 | 210 cm | 125 kg |  |
| 13 | Spagna (bandiera)                                  | C     | Asier Arzallus         | 1983 | 202 cm |        |  |
| 13 | Italia (bandiera)                                  | G     | Marco Carraretto       | 1977 | 197 cm | 95 kg  |  |
| 14 | Serbia e Montenegro (bandiera)                     | A     | Stefan Ivanović        | 1986 | 198 cm | 94 kg  |  |
| 16 | Spagna (bandiera)                                  | G     | Javier Buesa           | 1978 | 196 cm |        |  |
| 18 | Ungheria (bandiera)                                | AC    | Kornél Dávid           | 1971 | 206 cm | 107 kg |  |
| 20 | Serbia e Montenegro (bandiera) · Italia (bandiera) | C     | Dejan Koturović        | 1972 | 213 cm | 118 kg |  |
| 21 | Brasile (bandiera) · Spagna (bandiera)             | C     | Tiago Splitter         | 1985 | 211 cm | 106 kg |  |
| 22 | Argentina (bandiera) · Italia (bandiera)           | A     | Roberto Gabini         | 1975 | 198 cm | 98 kg  |  |
| 50 | Stati Uniti (bandiera)                             | C     | Brandon Kurtz          | 1978 | 208 cm | 116 kg |  |
| 51 | Inghilterra (bandiera)                             | C     | Andrew Betts           | 1977 | 216 cm | 110 kg |  |
| -  | Spagna (bandiera)                                  | P     | Asier Alonso           | 1984 | 187 cm |        |  |
| -  | Spagna (bandiera)                                  | G     | Iker Bascones          | 1983 | 186 cm |        |  |
| -  | Spagna (bandiera)                                  | P     | Imanol Ruiz de Vergara | 1985 | 188 cm |        |  |

| Allenatore                                                           |
| - Duško Ivanović                                                     |
| Assistente/i                                                         |
| - Natxo Lezkano Legenda - (C) Capitano - (IN) Inattivo - Infortunato |

## Mercato

### Sessione estiva
| Acquisti | Acquisti            | Acquisti          | Acquisti      | Acquisti |
| R.a      | Nome                | da                | Modalità      |          |
| -------- | ------------------- | ----------------- | ------------- | -------- |
| C        | Dušan Jelić         | Scandone Avellino | definitivo    |          |
| P        | Pablo Prigioni      | Alicante          | definitivo    |          |
| G        | Arvydas Macijauskas | Lietuvos rytas    | definitivo    |          |
| C        | Andrew Betts        | AEK Atene         | definitivo    |          |
| AC       | Kornél Dávid        | Žalgiris Kaunas   | definitivo    |          |
| G        | Javier Buesa        | Atapuerca Burgos  | definitivo    |          |
| C        | Tiago Splitter      | Bilbao Berri      | fine prestito |          |

| Cessioni | Cessioni          | Cessioni        | Cessioni       | Cessioni |
| R.       | Nome              | a               | Modalità       |          |
| -------- | ----------------- | --------------- | -------------- | -------- |
| C        | Rashard Griffith  | Virtus Roma     | fine contratto |          |
| P        | Elmer Bennett     | Real Madrid     | fine contratto |          |
| G        | Leandro Palladino | Tenerife        | fine contratto |          |
| AG       | Thierry Gadou     | Racing Parigi   | fine contratto |          |
| P        | Iván Corrales     | Tenerife        | fine contratto |          |
| AP       | Laurent Foirest   | Pau-Lacq-Orthez | fine contratto |          |
| C        | Rubén Wolkowyski  | Olympiakos      | fine contratto |          |
| AC       | Lewis Sims        | Valladolid      | fine contratto |          |
| AP       | Eduardo Hernández |                 | fine contratto |          |

### Dopo l'inizio della stagione
| Acquisti | Acquisti         | Acquisti           | Acquisti        | Acquisti   |
| R.       | Nome             | da                 | Data            | Modalità'  |
| -------- | ---------------- | ------------------ | --------------- | ---------- |
| C        | Dejan Koturović  | Phoenix Suns       | 5 novembre 2003 | definitivo |
| G        | Marco Carraretto | Pall. Biella       | 16 aprile 2004  | definitivo |
| A        | Roberto Gabini   | Crabs Rimini       | 5 maggio 2004   | definitivo |
| C        | Brandon Kurtz    | Asheville Altitude | maggio 2004     | definitivo |

| Cessioni | Cessioni        | Cessioni   | Cessioni       | Cessioni       |
| R.       | Nome            | a          | Data           | Modalità       |
| -------- | --------------- | ---------- | -------------- | -------------- |
| C        | Dejan Koturović | Free agent | 3 gennaio 2004 | fine contratto |
| C        | Dušan Jelić     | Sopot      | gennaio 2004   | rescissione    |